# Manfred Eigen
Manfred Eigen, född 9 maj 1927 i Bochum i Nordrhein-Westfalen, död 6 februari 2019 i Göttingen i Niedersachsen, var en tysk biofysiker och kemist som fick 1967 års Nobelpris i kemi för sitt arbete med att mäta snabba kemiska reaktioner. Han delade priset med engelsmännen Ronald George Wreyford Norrish och George Porter. Eigen utarbetade  metoder för att följa utomordentligt snabba kemiska reaktionsförlopp såsom neutralisation av syra med bas, en reaktion som är över inom loppet av en hundratusendels sekund.
Eigen var ledare för Max-Planck-Institut für biophysikalische Chemie i Göttingen, hedersdoktor vid Technische Universität Braunschweig och ordförande för Studienstiftung des deutschen Volkes 1982-1993.

## Priser och utmärkelser
- Otto Hahnpriset för kemi och fysik (1962)
- Nobelpris i kemi (1967), delat med Ronald George Wreyford Norrish och George Porter, för deras studier av extremt snabba kemiska reaktioner
- Ledamot av sovjetiska vetenskapsakademin (nu ryska vetenskapsakademin) (1976)
- Motsvarande medlem av bayerska vetenskapsakademien (1972)
- Faraday Lectureship Prize (delas ut av Royal Society of Chemistry, 1977)
- Niedersachsenstatens pris för vetenskap (1980)
- Paul-Ehrlich-und-Ludwig-Darmstaedter-Preis (Paul Ehrlich- och Ludwig Darmstaedter- priset) (1992)
- Helmholtz-medaljen (utdelas av Berlin-Brandenburgische Akademie der Wissenschaften) 1994
- Max Planck Research Award (1994) tillsammans med Rudolf Rigler vid Karolinska Institutet
- Hedersmedlem i Ruhruniversitetet i Bochum (2001)
- Hedersdoktor vid Harvard University
- Lifetime Achievement Award från Institute of Human Virology i Baltimore (2005)
- Wilhelm Exner-medaljen (2011)